# Véronique Bidoul
Véronique Bidoul (Orbais, 18 juni 1968) was een Belgisch lid van het Waals Parlement.

## Levensloop
Bidoul werd werkzaam op de provinciale administratie van de provincie Waals-Brabant, verantwoordelijk voor Cultuur, en was van 2000 tot 2004 kabinetsattaché bij Waals minister Serge Kubla. 
In 1995 werd ze de voorzitster van de PRL-afdeling van Perwijs, de gemeente waar ze sinds 2000 gemeenteraadslid is. Bij de gemeenteraadsverkiezingen van 2012 was ze lijsttrekker van haar partij en kandidaat-burgemeester, maar haar partij belandde in de oppositie. Na de gemeenteraadsverkiezingen van 2018 werd ze OCMW-voorzitster van de gemeente.
Van 2004 tot 2009 was ze voor de Mouvement Réformateur lid van het Waals Parlement en van het Parlement van de Franse Gemeenschap. Bij de verkiezingen van 2009 was ze geen kandidaat om herkozen te worden.